# Azocaseintest
Der Azocaseintest ist eine Testmethode zur Bestimmung der Enzymaktivität von Peptidasen.

## Grundlagen
Casein ist das mengenmäßig wichtigste Protein der Milch und macht 80 % des Gesamtproteingehaltes aus. Ein Azofarbstoff ist ein organisches Pigment, das als farbgebende Gruppe eine oder mehrere Azogruppen ( -N=N- ) enthält, die zwei Aromaten (Ar) zu Verbindungen des Typs Ar-N=N-Ar verbindet.
Azoverbindungen absorbieren Licht im Bereich des sichtbaren Spektrums und erscheinen deswegen farbig. Die Absorptionswellenlänge hängt von der Natur der Substituenten um die Azogruppe ab. Azocasein hat eine gelbliche Farbe.

## Prinzip
Ein mit Azofarbstoff verbundenes Casein dient als Proteinasensubstrat. Das Bestimmungsprinzip beruht auf der Umsetzung der Substrate durch Proteinasen, die farbstoffmarkierte Peptide freisetzen, welche nicht mehr fällbar oder filtrierbar sind. 
In Abwesenheit einer Proteinase bleibt das Azocasein unversehrt. Es fällt als säureunlösliches Makromolekül durch Zugabe von Trichloressigsäure aus und kann als gelber Niederschlag abzentrifugiert werden, wobei der Überstand farblos bleibt. 
Bei Anwesenheit einer Protease hingegen wird das Azocasein in kleine Peptide zerschnitten, die säurelöslich sind und daher nicht abzentrifugiert werden können und den Überstand gelblich färben.
Die bestimmte Extinktion ist der Proteinaseaktivität proportional.